# Robert Allison
Robert Allison (* 10. März 1777 in Greencastle, Franklin County, Pennsylvania; † 2. Dezember 1840 in Huntingdon, Pennsylvania) war ein US-amerikanischer Politiker. Zwischen 1831 und 1833 vertrat er den Bundesstaat Pennsylvania im US-Repräsentantenhaus.

## Werdegang
Robert Allison besuchte sowohl öffentliche als auch private Schulen. Im Jahr 1795 zog er nach Huntingdon, wo er zunächst im Büro seines Bruders angestellt war. Nach einem anschließenden Jurastudium und seiner 1798 erfolgten Zulassung als Rechtsanwalt begann er in Huntingdon in diesem Beruf zu arbeiten. Während des Britisch-Amerikanischen Krieges war er Hauptmann der Miliz seiner Heimatstadt. Nach dem Krieg setzte er seine Anwaltstätigkeit in Huntingdon fort. Zwischen 1815 und 1826 war er mehrfach Bürgermeister dieser Stadt. In den Jahren 1824, 1826 und 1828 kandidierte er jeweils erfolglos für den Kongress.
Bei den Kongresswahlen des Jahres 1830 wurde Allison als Kandidat der Anti-Masonic Party im zwölften Wahlbezirk von Pennsylvania in das US-Repräsentantenhaus in Washington, D.C. gewählt, wo er am 4. März 1831 die Nachfolge des Demokraten John Scott antrat. Da er im Jahr 1832 auf eine erneute Kandidatur verzichtete, konnte er bis zum 3. März 1833 nur eine Legislaturperiode im Kongress absolvieren. Seit dem Amtsantritt von Präsident  Andrew Jackson im Jahr 1829 wurde innerhalb und außerhalb des Kongresses heftig über dessen Politik diskutiert. Dabei ging es um die umstrittene Durchsetzung des Indian Removal Act, den Konflikt mit dem Staat South Carolina, der in der Nullifikationskrise gipfelte, und die Bankenpolitik des Präsidenten.
Nach dem Ende seiner Zeit im US-Repräsentantenhaus praktizierte Robert Allison wieder als Anwalt in Huntingdon, wo er am 2. Dezember 1840 verstarb.